# Casa natal de Leoš Janáček
La Casa natal de Leoš Janáček està situada a l'edifici de l'antiga escola de Hukvaldy, al costat de l'església de Sant Maximilià, on el 3 de juliol de 1854 va néixer el natural més important del poble, un geni de la música txeca, el compositor Leoš Janáček.

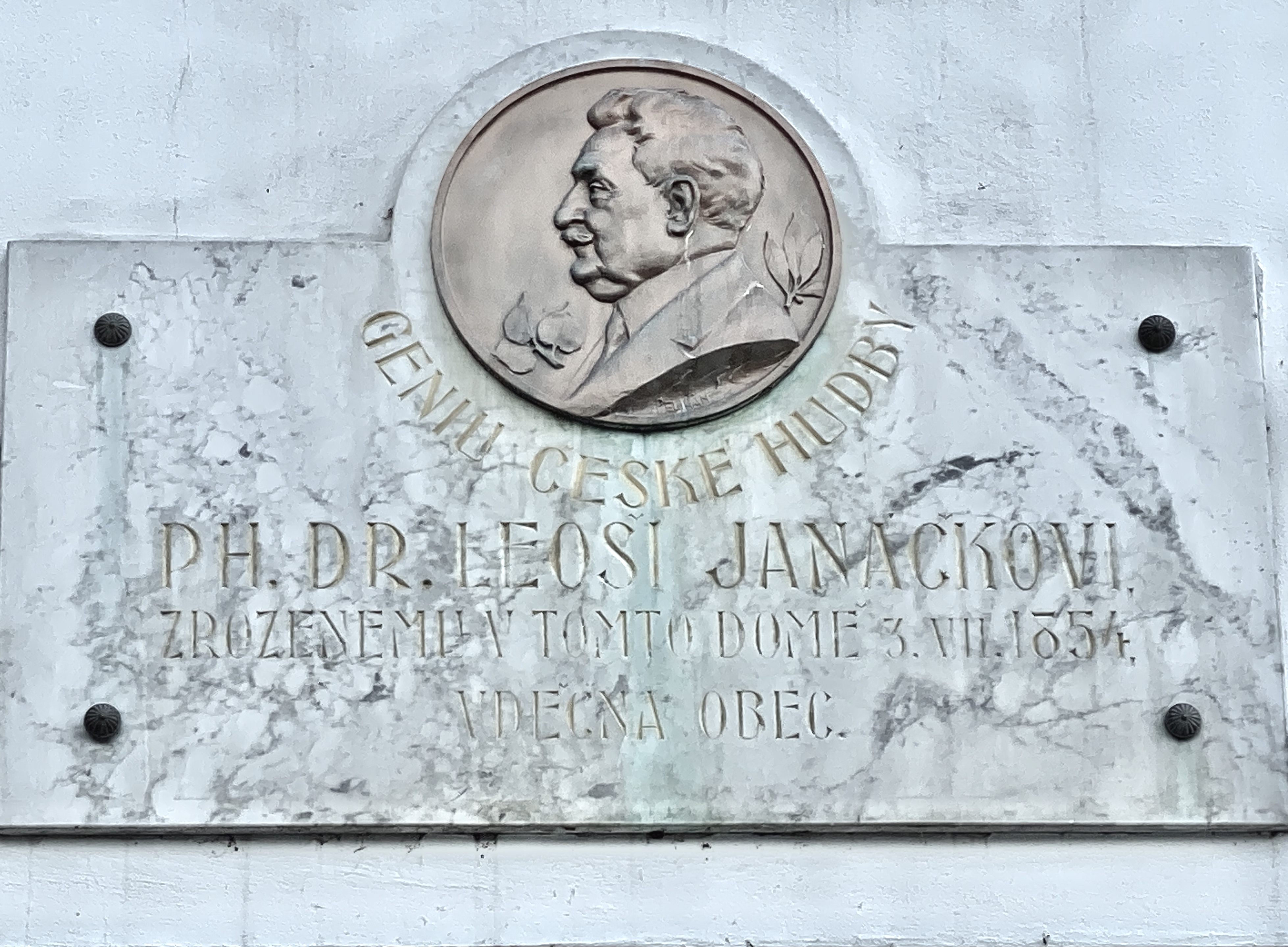
Bust de bronze de Leoš Janáček de l'escultor Augustin Handzel. "Geni de la música txeca nascut en aquesta casa el 3 de juliol de 1854. Una comunitat agraïda"